# Ayrancı (Karaman)
Pour les articles homonymes, voir Ayrancı.
Ayrancı est une ville et un district de la province de Karaman dans la région de l'Anatolie centrale en Turquie.